# Sebastian Stach
Sebastian Michał Piotr Stach – polski inżynier, dr hab. nauk technicznych, profesor uczelni i dyrektor Instytutu Inżynierii Biomedycznej Wydziału Nauk Ścisłych i Technicznych Uniwersytetu Śląskiego w Katowicach.

## Życiorys
W 1999 ukończył studia wychowania technicznego na Uniwersytecie Śląskim w Katowicach, 25 października 2005 obronił pracę doktorską Zastosowanie stereometrii powierzchni i analizy multifraktalnej w opisie morfologii przełomu materiałów, 25 kwietnia 2017 habilitował się na podstawie pracy zatytułowanej Modelowanie, symulacja komputerowa, ilościowa analiza i wizualizacja powierzchni biomateriałów na podstawie danych topograficznych uzyskanych za pomocą mikroskopii konfokalnej i mikroskopii AFM. Został zatrudniony na stanowisku adiunkta w Instytucie Informatyki na Wydziale Informatyki i Nauki o Materiałach Uniwersytetu Śląskiego.
Jest profesorem uczelni i dyrektorem Instytutu Inżynierii Biomedycznej Wydziału Nauk Ścisłych i Technicznych Uniwersytetu Śląskiego w Katowicach.